# 堤聖志
堤 聖志（つつみ　きよし、男性、1985年1月6日 - ）は、日本の作曲家、編曲家、サウンドデザイナー。東京都出身。ネイキッド所属。

## 主な活動
作品の傾向は、ジャンルを問わず様々な映像・アート、中でも3DプロジェクションマッピングやCM音楽を多く作っている。作曲の他に、効果音、MA、サウンドロゴなども行っている。

## 愛称
「スシキヨ」の愛称で親しまれる。寿司職人であったことと「聖志」の名前から、その愛称が付けられる。その他の愛称には、「キヨシ」、「師匠」、「スシさん」などがある。

## 主な作品
プロジェクションマッピング
- 東京駅TOKYO HIKARI VISION（2012年）
- 東京国立博物館「特別展京都」洛中洛外図（2013年）
- リゾナーレ八ヶ岳（2013年）
- ナイトアクアリウム（2014年）
- トランスフォーマー博（2014年）
- ニューレオマワールドMagical Night（2014年）
- 杉並区立和泉小学校（2014年）

TVCM
- ブシロード「カードファイト!! ヴァンガード」（作編曲・2012年-2013年）
- フリューニンテンドー3DSソフト『カードファイト!! ヴァンガード ライド トゥ ビクトリー!!』（作曲・2013年）
- セガトイズ「爆丸」（作編曲・2012年-2013年）
- アスキーメディアワークス「電撃文庫マガジン」（作編曲・2012年-2013年）

TV番組
- NHK Eテレ 『青山ワンセグ開発』企画番組『もいもいのMoiとMoiMoi～かわいいフィンランド』（劇中曲・効果音、2013年）

ゲーム
- 太鼓の達人「RAGE v. self」（作編曲・2012年）